# Dicarpellum pancheri
Dicarpellum pancheri är en benvedsväxtart som först beskrevs av Henri Ernest Baillon, och fick sitt nu gällande namn av Albert Charles Smith. Dicarpellum pancheri ingår i släktet Dicarpellum och familjen Celastraceae. Inga underarter finns listade.